# رافائل کاریوکا
رافائل کاریوکا (به پرتغالی: Rafael de Souza Pereira) هافبک اهل برزیل است که در شهر ریودو ژانیرو و در تاریخ ۱۸ ژوئن ۱۹۸۹ به دنیا آمده‌است.
رافائل کاریوکا در تیم‌های فوتبال Grêmio سابقهٔ حضور دارد.